# تحالف الشبكة الرقمية الحية
أُسِّسَ تحالف الشبكة الرقمية الحية (بالإنجليزية: Digital Living Network Alliance)‏ (المسمى في الأصل مجموعة عمل المنزل الرقمي) من قبل مجموعة من شركات أجهزة الحاسوب والإلكترونيات الاستهلاكية في يونيو 2003 (مع إنتل في الدور الرائد) لتطوير وتعزيز مجموعة من إرشادات التشغيل البيني للمشاركة الوسائط الرقمية بين أجهزة الوسائط المتعددة تحت رعاية معيار الشهادة. تشمل الأجهزة المعتمدة من تحالف الشبكة الرقمية الحية الهواتف الذكية والأجهزة اللوحية وأجهزة الحاسوب وأجهزة التلفزيون وخوادم التخزين.
نشرت المجموعة أول مجموعة من المبادئ التوجيهية في يونيو 2004. تتضمن الإرشادات العديد من المعايير العامة الحالية، بما في ذلك التوصيل والتشغيل العالمي لإدارة الوسائط واكتشاف الجهاز والتحكم فيه، وتنسيقات الوسائط الرقمية المستخدمة على نطاق واسع ومعايير الشبكات السلكية واللاسلكية.
عمل تحالف الشبكة الرقمية الحية مع مزودي خدمات الكابلات والأقمار الصناعية والاتصالات لتوفير حماية الارتباط عند كل طرف من طرفي نقل البيانات. تسمح الطبقة الإضافية لأمان إدارة الحقوق الرقمية لمشغلي البث بتوصيل الوسائط الرقمية إلى أجهزة معينة (على سبيل المثال، لأجهزة عملائهم) بطريقة تجعل الاتصال غير المصرح به للوسائط أمرًا صعبًا. في مارس 2014، أصدر تحالف الشبكة الرقمية بشكل علني إرشادات فيديباث، والتي كانت تسمى في الأصل «إرشادات تحالف الشبكة الرقمية الحية CVP-2.» يتيح فيديباث للمستهلكين عرض محتوى الاشتراك التلفزيوني على مجموعة متنوعة من الأجهزة بما في ذلك أجهزة التلفزيون والأجهزة اللوحية والهواتف ومشغلات بلو راي وأجهزة فك التشفير وأجهزة الحاسوب الشخصي (أجهزة الحاسوب) وأجهزة الألعاب دون أي أجهزة وسيطة إضافية من مزود الخدمة.
بحلول سبتمبر 2014، حصل أكثر من 25000 من طرازات الأجهزة المختلفة على حالة «اعتماد تحالف الشبكة الرقمية الحية»، المشار إليها بشعار على عبوتها وتأكيد قابليتها للتشغيل البيني مع الأجهزة الأخرى. في يونيو 2015، أعلنت المنظمة عضويتها في «أكثر من 200 شركة».
في 5 يناير 2017، أعلن تحالف الشبكة الرقمية الحية أن «المنظمة قد أوفت بمهمتها وستحل كجمعية تجارية غير ربحية». يستمر برنامج الشهادة الخاص بها في إجراء سباير سبارك الدولية من بورتلاند-أوريغون.

## تاريخ
أنشأت إنتل تحالف الشبكة الرقمية الحية مع سوني ومايكروسوفت في يونيو 2003 باسم مجموعة العمل المنزلي الرقمي، غيرت اسمها بعد 12 شهرًا، عندما تم نشر المجموعة الأولى من الإرشادات الخاصة بتحالف الشبكة الرقمية الحية. تم نشر إرشادات التشغيل البيني للأجهزة المتصلة بالشبكة المنزلية الإصدار 1.5 في مارس 2006 وتم توسيعها في أكتوبر من نفس العام، تضمنت التغييرات إضافة فئتين جديدتين من المنتجات-الطابعات والأجهزة المحمولة-بالإضافة إلى «زيادة فئات أجهزة تحالف الشبكة الرقمية الحية من اثنين إلى اثني عشر» وزيادة في سيناريوهات المستخدم المدعومة المتعلقة بفئات المنتجات الجديدة.

## تخصيص
يتم فصل فئات الأجهزة المعتمدة من تحالف الشبكة الرقمية الحية على النحو التالي:

### أجهزة الشبكة المنزلية
- خادم الوسائط الرقمية: قم بتخزين المحتوى وإتاحته لمشغلات الوسائط الرقمية المتصلة بالشبكة وأجهزة عرض الوسائط الرقمية. تشمل الأمثلة أجهزة الحاسوب وأجهزة التخزين المتصلة بالشبكة.
- مشغل الوسائط الرقمية: ابحث عن محتوى على خوادم الوسائط الرقمية وقم بتوفير إمكانات التشغيل والعرض. تشمل الأمثلة أجهزة التلفزيون والستيريو والمسارح المنزلية والشاشات اللاسلكية ووحدات التحكم في الألعاب.
- عارض الوسائط الرقمية: قم بتشغيل المحتوى وفقًا لتعليمات وحدة التحكم في الوسائط الرقمية، والتي ستعثر على محتوى من خادم وسائط رقمية. تشمل الأمثلة أجهزة التلفزيون وأجهزة استقبال الصوت/الفيديو وشاشات عرض الفيديو ومكبرات الصوت البعيدة للموسيقى. من الممكن أن يعمل جهاز واحد (مثل التلفزيون، جهاز استقبال A/V، وما إلى ذلك) كجهاز عارض الوسائط الرقمية (يتلقى المحتوى «المدفوع» من خادم الوسائط الرقمية) ومشغل الوسائط الرقمية («يسحب» المحتوى من خادم الوسائط الرقمية).
- وحدة تحكم الوسائط الرقمية: ابحث عن محتوى على خوادم الوسائط الرقمية وقم بتوجيه عارضين الوسائط الرقمية لتشغيل المحتوى. المحتوى لا يتدفق من أو من خلال خادم الوسائط الرقمية. تشمل الأمثلة أجهزة الحاسوب اللوحية والكاميرات الرقمية التي تدعم الواي-فاي والهواتف الذكية.
- بشكل عام، يمكن لمشغلات الوسائط الرقمية ووحدات التحكم في الوسائط الرقمية مع إمكانية الطباعة الطباعة إلى مشغل الوسائط الرقمية. تشمل الأمثلة طابعات الصور المتصلة بالشبكة والطابعات المتكاملة المتصلة بالشبكة.

### الأجهزة المحمولة باليد
- خادم الوسائط الرقمية المحمول: قم بتخزين المحتوى وإتاحته لمشغلات الوسائط الرقمية المتنقلة المتصلة بالشبكة السلكية/اللاسلكية وعارضين الوسائط الرقمية. تشمل الأمثلة الهواتف المحمولة ومشغلات الموسيقى المحمولة.
- مشغل الوسائط الرقمية المحمول: البحث عن المحتوى وتشغيله على خادم وسائط رقمية أو خادم وسائط رقمية محمول. تشمل الأمثلة الهواتف المحمولة وأجهزة الحاسوب اللوحية ذات الوسائط المحمولة المصممة لعرض محتوى الوسائط المتعددة.
- أداة تحميل الوسائط الرقمية المتنقلة: إرسال (تحميل) المحتوى إلى خادم وسائط رقمية أو خادم وسائط رقمية متنقلة. تشمل الأمثلة الكاميرات الرقمية والهواتف المحمولة.
- أداة تنزيل الوسائط الرقمية المتنقلة: البحث عن محتوى (تنزيل) وتخزينه من خادم وسائط رقمية أو خادم وسائط رقمية متنقلة. تشمل الأمثلة مشغلات الموسيقى المحمولة والهواتف المحمولة.
- متحكم الوسائط الرقمية المحمول: ابحث عن محتوى على خادم وسائط رقمية أو خادم وسائط رقمية متنقلة وأرسله إلى أجهزة عرض الوسائط الرقمية. تشمل الأمثلة المساعدين الرقميين الشخصيين والهواتف المحمولة.

### أجهزة البنية التحتية للمنزل
- وظيفة اتصال شبكة الهاتف المحمول: توفر جسرًا بين اتصال شبكة الجهاز المحمول والاتصال بالشبكة المنزلية.
- وحدة التشغيل البيني للوسائط: توفر تحويل المحتوى بين تنسيقات الوسائط المطلوبة للشبكة المنزلية والأجهزة المحمولة باليد.

تستخدم المواصفات تحالف الشبكة الرقمية الحية-بروتوكول الإنترنت كـ«حماية ارتباط» للمحتوى التجاري المحمي بموجب حقوق النشر بين جهاز وآخر.

### إصدارات دليل تحالف الشبكة الرقمية الحية
- 1.0: تم إصداره في يونيو 2004، مجلدان: الهندسة المعمارية والبروتوكولات، تنسيقات الوسائط، 2 فئات للأجهزة: مشغل الوسائط الرقمية، خادم الوسائط الرقمية، حوالي 50 ملف تعريف لتنسيق الوسائط.[بحاجة لمصدر]
- 1.5: تم إصداره في مارس 2006 ؛ 3 مجلدات: الهندسة المعمارية والبروتوكولات وتنسيقات الوسائط وحماية الارتباط، 12 جهازًا فئة و5 قدرات أجهزة، حوالي 250 ملفًا شخصيًا لتنسيق الوسائط.[بحاجة لمصدر]
- 2.0: تم إصداره في أغسطس 2015، يتضمن موضوعات مثل دليل البرامج الإلكتروني ومزامنة المحتوى وRUI وإعداد واي فاي المحمي وتنسيقات الوسائط والتسجيل المجدول وإدارة الحقوق الرقمية.[11]
- 3.0: تم إصداره في أغسطس 2015، وقت استجابة محسن، كفاءة طاقة محسنة، دعم ترميز فيديو عالي الكفاءة.[12]
- 4.0: تم إصداره في يونيو 2016، يحل مشكلة «تنسيق الوسائط غير مدعوم» بين أجهزة الحاسوب وأجهزة التلفزيون والأجهزة المحمولة مع دعم تدفق محتوى تلفزيون الوسائط المتدفقة.[13]

## الشركات الأعضاء
تم حل تحالف الشبكة الرقمية الحية في عام 2017. في نوفمبر 2015، كان هناك 13 عضوًا مروجًا و171 عضوًا مساهمًا. أعضاء المروج هم:
اريس و AwoX وبروادكم وكابل لابز وكومكاست ودولبي لابوراتوريز وإنتل وإل جي إلكترونيكس وباناسونيك وإلكترونيات سامسونج وإلكترونيات سوني وتايم وورنر كيبل وفيرايزون للاتصالات.
لم تكن جوجل ولا أبل عضوين. يسبق بروتوكول الوصول إلى الصوت الرقمي الخاص بشركة أبل بروتوكولات التوصيل والتشغيل العالمي الخاصة بتحالف الشبكة الرقمية الحية.
أشرف مجلس الإدارة على نشاط اللجان الأربع التالية:
- لجنة النظام الإيكولوجي، تخطط للتطوير المستقبلي لإرشادات تحالف الشبكة الرقمية الحية.
- لجنة الامتثال والاختبارات، وتشرف على برنامج الشهادات وتطوراته.
- المجلس الاستشاري للاتصالات التسويقية، يعمل بنشاط على تعزيز تحالف الشبكة الرقمية الحية في جميع أنحاء العالم.
- اللجنة الفنية، كتابة المبادئ التوجيهية تحالف الشبكة الرقمية الحية.

## المنتجات التي تدعم تحالف الشبكة الرقمية الحية

### الأجهزة المعتمدة من تحالف الشبكة الرقمية الحية
في عام 2014، كان يتوفر أكثر من 25000 منتج معتمد من تحالف الشبكة الرقمية الحية، ارتفاعًا من 9000 منتج في عام 2011. يتضمن ذلك أجهزة التلفزيون ومشغلات قرص الفيديو الرقمي وبلو راي ووحدات التحكم في الألعاب ومشغلات الوسائط الرقمية وإطارات الصور والكاميرات وأجهزة ناز وأجهزة الحاسوب والهواتف المحمولة والمزيد. وفقًا لدراسة عام 2013 من باركس أسوشيتس، كان من المتوقع طرح ما يقرب من 3 مليارات منتج في السوق في عام 2014، وزيادة إلى أكثر من 7 مليارات بحلول عام 2018. يمكن تحديد شهادة تحالف الشبكة الرقمية الحية للأجهزة من خلال شعار تحالف الشبكة الرقمية الحية على الجهاز، أو عن طريق التحقق من الشهادة من خلال تحالف الشبكة الرقمية الحية بحث المنتوج.
يمكن للمصنعين السعي للحصول على اختبار الشهادة من بائع الشهادات المستقل المعتمد من تحالف الشبكة الرقمية الحية.

### مكونات تقنية تحالف الشبكة الرقمية الحية
كما أشار الرئيس السابق لتحالف الشبكة الرقمية الحية إلى السجل في مارس 2009:
تسمح إرشادات التشغيل البيني تحالف الشبكة الرقمية الحية للمصنعين بالمشاركة في السوق المتنامي للأجهزة المتصلة بالشبكة ويتم تقسيمها إلى الأقسام التالية من مكونات التكنولوجيا الرئيسية:
- الشبكة والاتصال.[21]
- اكتشاف الجهاز والخدمة والتحكم فيهما.[22]
- تنسيق الوسائط ونموذج النقل.[23]
- إدارة وسائل الإعلام وتوزيعها والتحكم فيها.[24]
- إدارة الحقوق الرقمية وحماية المحتوى.[25]
- سهولة الإدارة.[26]

### برنامج معتمد من تحالف الشبكة الرقمية الحية
في عام 2005، بدأ تحالف الشبكة الرقمية الحية برنامج اعتماد البرامج من أجل تسهيل مشاركة المستهلكين للوسائط الرقمية الخاصة بهم عبر مجموعة أوسع من المنتجات. تحالف الشبكة الرقمية الحية هي برامج معتمدة تُباع مباشرة للمستهلكين من خلال تجار التجزئة والمواقع الإلكترونية ومتاجر تطبيقات الهاتف المحمول. مع برنامج تحالف الشبكة الرقمية الحية المعتمد، يمكن للمستهلكين ترقية المنتجات من داخل شبكاتهم المنزلية التي قد لا تكون معتمدة من تحالف الشبكة الرقمية الحية وإدخالها في أنظمة تحالف الشبكة الرقمية الحية البيئية الشخصية الخاصة بهم. يساعد ذلك في جلب محتوى مثل مقاطع الفيديو والصور والموسيقى المخزنة على أجهزة معتمدة من تحالف الشبكة الرقمية الحية إلى مجموعة أكبر من الإلكترونيات الاستهلاكية ومنتجات الأجهزة المحمولة وأجهزة الحاسوب.

## روابط خارجية
- الموقع الرسمي